# رئوس مطالب مسیحیت
طرح زیر به عنوان یک مرور کلی و راهنمای موضعی مسیحیت ارائه شده‌است:

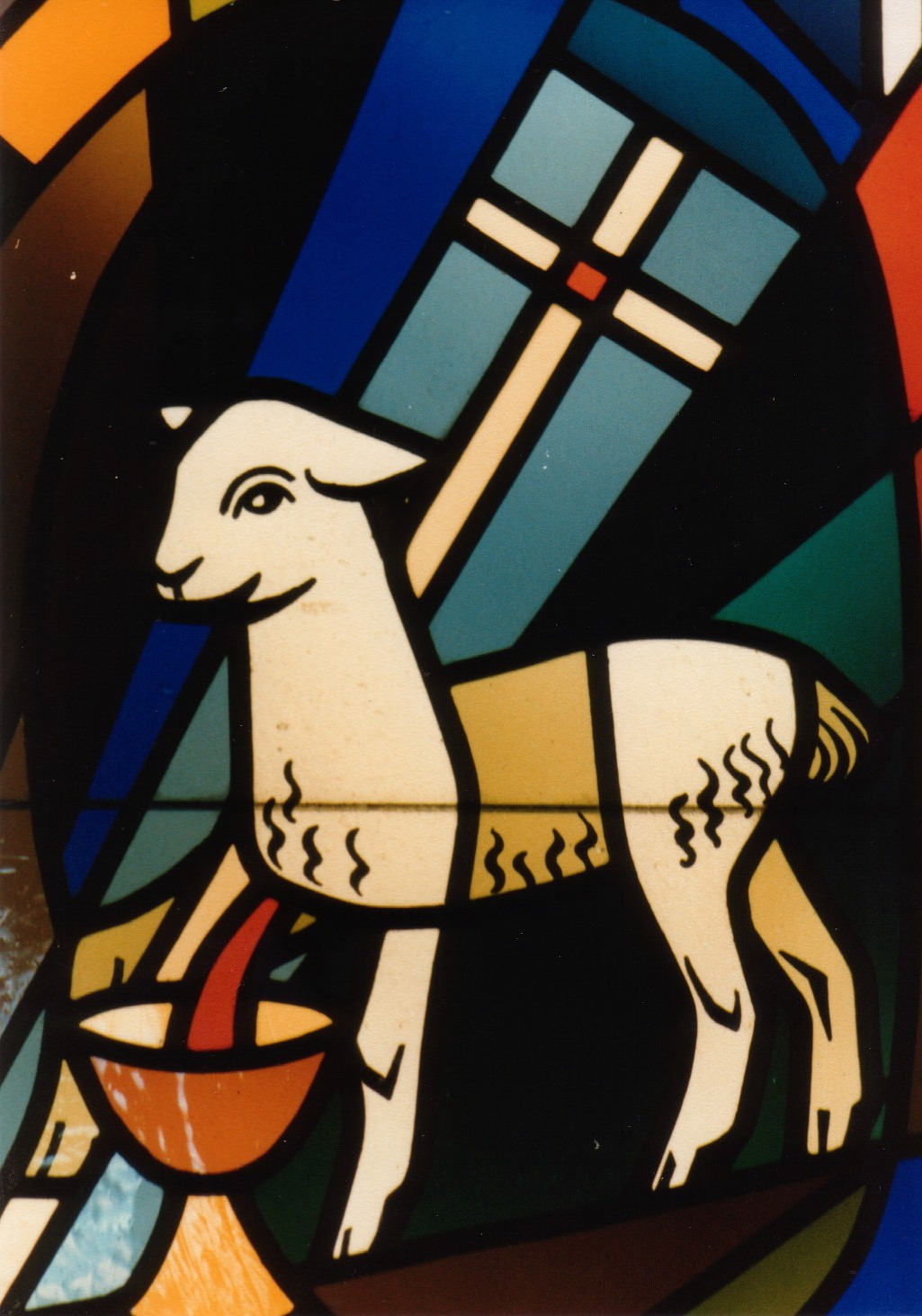
بره خدا با وکسیلوم و جام در شیشه‌های رنگی، نمادی از مسیح به عنوان قربانی کامل.

مسیحیت - دین توحیدی با محوریت زندگی و آموزه‌های عیسی ناصری که در عهد جدید ارائه شده‌است. ایمان مسیحی اساساً ایمان به عیسی به عنوان مسیح (یا مسیحا)، پسر خدا، نجات دهنده، و طبق تثلیث گرایی، خدای پسر، بخشی از تثلیث با خدای پدر و روح القدس است.

## مقاله اصلی
- مسیحیت

#### خانواده‌های فرقه ای کاتولیک
- کاتولیک - اصطلاح گسترده‌ای برای ایمان کاتولیک، الهیات و آموزه‌های آن، ویژگیهای عبادی، اخلاقی، معنوی و رفتاری آن، و همچنین یک قوم مذهبی به عنوان یک کل است.

- کلیسای کاتولیک - همچنین به عنوان کلیسای کاتولیک روم شناخته می‌شود. بزرگ‌ترین کلیسای مسیحی جهان با بیش از ۱٫۳ میلیارد عضو.
  - کلیساهای کاتولیک شرقی-کلیساهای خودمختار، خودگردان (در لاتین، sui iuris) در ارتباط کامل با اسقف رم، پاپ.

- کلیساهای مستقل کاتولیک - مجامع کاتولیک که با روم یا کلیساهای دیگری که مقدسات آنها توسط کلیسای کاتولیک روم به رسمیت شناخته شده‌است (مانند کلیساهای ارتدکس شرقی و برخی از کلیساهای ارتدکس شرقی) در ارتباط نیستند.
- کلیسای کاتولیک قدیمی - تعدادی از کلیساهای مسیحی اولتراجتین که از گروه‌هایی جدا شده‌اند که بر اساس آموزه‌های خاصی از کلیسای کاتولیک روم جدا شده‌اند، از همه مهم‌تر عصمت پاپ.

#### خانواده‌های فرقه ای شرقی
- مسیحیت شرقی - سنت‌ها و کلیساهای مسیحی که در بالکان، اروپای شرقی، آسیای صغیر، خاورمیانه، شاخ آفریقا، هند و بخش‌هایی از خاور دور طی چندین قرن قدمت مذهبی توسعه یافته‌اند.